# Vydas Gedvilas
Vydas Gedvilas (ur. 17 maja 1959 w Užgiriai w rejonie kielmskim) – litewski trener koszykarski, wykładowca akademicki specjalizujący się w zakresie biomedycyny, a także polityk, poseł na Sejm Republiki Litewskiej, w latach 2012–2013 jego przewodniczący.

## Życiorys
W 1981 został absolwentem Litewskiego Państwowego Instytutu Kultury Fizycznej w Kownie. W drugiej połowie lat 80. odbył aspiranturę, a w 1999 uzyskał stopień doktora ze specjalnością w zakresie biomedycyny. Od 1981 pracował jako wykładowca akademicki na macierzystej uczelni, w latach 2001–2004 pełnił funkcje jej prorektora.
Jednocześnie od 1988 zajmował się działalnością trenerską. Do 1993 był asystentem trenera akademickiego klubu koszykarskiego Atletas, następnie do 2004 trenował kobiecą drużynę Viktorija. Jednocześnie od 1996 do 2002 był selekcjonerem reprezentacji Litwy w koszykówce kobiet, prowadzona przez niego drużyna m.in. wywalczyła w 1997 pierwsze miejsce na mistrzostwach Europy.
W 2004 zaangażował się w działalność Partii Pracy, ugrupowania założonego przez Viktora Uspaskicha. W wyborach parlamentarnych w tym samym roku i w 2008 uzyskiwał z jej ramienia mandat deputowanego. W 2007 został radnym Kowna, jednak nie objął tej funkcji. W wyborach parlamentarnych w 2012 z powodzeniem ubiegał się o poselską reelekcję na trzecią z rzędu kadencję.
16 listopada 2012 na pierwszym posiedzeniu nowego Sejmu został wybrany na urząd jego przewodniczącego. Po złożeniu rezygnacji 3 października 2013 objął obowiązki pierwszego wiceprzewodniczącego.